# کبوترخانه طنجران
کبوتر خانه طنجران مربوط به دوره پهلوی اول است و در شهرستان خمین، بخش مرکزی، دهستان گله زن، روستای طنجران واقع شده و این اثر در تاریخ ۲۸ اسفند ۱۳۸۵ با شمارهٔ ثبت ۱۸۹۲۵ به‌عنوان یکی از آثار ملی ایران به ثبت رسیده است.